# Adele Juda
Adèle Judá (9 marzo de 1888-31 octubre de 1949) fue una psicóloga y neuróloga austriaca. Estudió la incidencia de enfermedades mentales en personas de habla alemana talentosas y creativas.  Uno de los incluidos en sus estudios fue Mozart, a quien consideraba "psiquiátricamente normal". 

## Primeros años y educación
El padre de Adele Juda, Karl, era artista gráfico y director de una imprenta; su madre era María. Durante su juventud su familia se mudó y vivió en Praga, Múnich e Innsbruck . Tocó el piano y recibió educación musical. Había planeado convertirse en pianista, pero un trastorno del movimiento en su mano izquierda se lo impidió. Mientras recibía tratamiento conoció a Editha Senger, quien más tarde se casó con Ernst Rüdin . En 1922, Juda comenzó a estudiar medicina en la Universidad Ludwig Maximilian de Munich . Completó su Physikum, un examen de estudios médicos alemanes, en Innsbruck en 1923, antes de regresar a Múnich. Aquí se doctoró en medicina en 1929 con la tesis " Zum Problem der empirischen Erbprognosebestimmung" (El problema del pronóstico hereditario empírico) .  Durante sus estudios de medicina trabajó como asistente de Ernst Rüdin . Bajo su mando, inició el estudio de las personas muy dotadas. Terminó sus estudios en el último mes de la Segunda Guerra Mundial y regresó a Innsbruck en 1945. Aquí trabajó como especialista en trastornos nerviosos y del estado de ánimo desde su propia casa. También trabajó hasta su muerte en la 'Zentralstelle für Familienbiologie und Sozialpsychiatrie' (Oficina central de biología familiar y psiquiatría social) con Rudolf Cornides y Friedrich Stumpfl . Finalmente murió de poliomielitis el 31 de octubre de 1949. 

## Investigación
Entre 1928 y 1944, Juda estudió las biografías de 19.000 personas de habla alemana, entre ellas científicos, artistas y al menos 27 músicos.   Realizó este estudio con Ernst Rüdin .  En aquella época se creía que el genio y la locura estaban unidos, idea que publicó Cesare Lombroso .  Juda no encontró relación entre la enfermedad mental y la alta capacidad intelectual.  Sin embargo, señaló que los genios y sus familias mostraban una mayor incidencia de psicosis, pero concluyó que la psicosis perjudicaba la creatividad.   En un subgrupo de 113 artistas y escritores encontró una alta incidencia de neurosis y suicidio, especialmente entre los poetas. Sus familias también tenían más probabilidades de sufrir algún tipo de enfermedad mental. Su investigación fue criticada porque sus criterios de inclusión eran bastante ambiguos y los métodos de diagnóstico utilizados en su época no eran buenos para distinguir entre diferentes esquizofrenia y trastorno bipolar . 